# Bolesławiec
Bolesławiec (udtale: [bɔlɛˈswavʲɛt͡s]  ( hør),  tysk: Bunzlau)  er en by i den vestlige del af  Voivodskabet Nedre Schlesien i det sydvestlige Polen.  Byen der ligger ved floden Bóbr har 37.559(2021) indbyggere og et areal på  	22,81 km².  Den er administrationsby i   powiatet (amt) Bolesławiec. Byen blev grundlagt i det 13. århundrede og er kendt for sin mangeårige pottemagertradition, og den gamle bydel.

## Historie
Navnet Bolesławiec er afledt af Schlesiske hertug Bolesław 1. den Høje. Kastellanen af Bolezlauez i Nedre Schlesien blev første gang nævnt i et skøde fra 1201. Ifølge traditionen deltog dets borgere i Slaget ved Legnica under den første mongolske invasion af Polen i 1241 (se: Mongolernes invasion af Rus'). Bolesławiec fejrede sit 750-års jubilæum i 2001. 

### Middelalderen
I den tidlige middelalder var regionen beboet af en af de polske stammer,  Bobrzanie stammen,  og den blev en del af den nye polske stat under dens første historiske hersker Mieszko 1. omkring 990. En slavisk højborg blev rejst i det nuværende Bolesławiec i slutningen af det 9. århundrede. 